# 果てしない夢を
『果てしない夢を』（はてしないゆめを）は、ZYYG,REV,ZARD & WANDS featuring 長嶋茂雄のシングル。

## 解説
- 日本テレビ系『劇空間プロ野球93』のテーマソング企画として制作され、当時読売ジャイアンツの監督に再就任した長嶋茂雄をゲストボーカルとして迎えた楽曲。
- ビーイングブームが最高潮を迎えた1993年にビーイングの才能を結集して制作された作品である。ZARDの坂井泉水、WANDSの上杉昇、ZYYGの栗林誠一郎、高山征輝、REVの出口雅之がメインボーカル、ギターソロは全てWANDSの柴崎浩が担当している。コーラスとして大黒摩季ら多数参加している（後述）。
- 初回出荷と二次出荷以降でミックスが変更されたため、ディスクの色が黒ディスク（初回）と白ディスク（二次以降）に分かれている。ミックス変更のため、長嶋のパートの音量、イントロ部のギターソロ、ドラムの叩く場所と強さ、コーラスの大きさなどが異なっている。
- 歌詞カードには、ボーカル別にパートが判るように記載されている。
- プロデューサーの長戸大幸は、長嶋のレコーディング前に、上杉、坂井などを交えた食事会を開き、その後、スタジオに入り2人に歌唱指導をさせたという話が残っている。MVにもその時の様子を撮った3ショットのシーンが採用されている。当時のスタッフが「お寿司屋さんから六本木のスタジオに長嶋さん、坂井さんと直行。ほろ酔いの長嶋さんに歌ってもらったのが印象的です」と語っている[注 2]。
- 時代を象徴するアーティストが集結した企画モノの作品については、海外では『ウィ・アー・ザ・ワールド』という先例がある。

## 収録曲
1. 果てしない夢を（featuring 長嶋茂雄）
作詞：上杉昇・坂井泉水
作曲：出口雅之
編曲：明石昌夫
  - 当初はZARD&WANDSで制作されていたが、同時期にデビューしたZYYG、REVも途中参加した。
  - 長嶋のパートは最後のサビのリフレイン部分(3回)のみ、単独でのパートは1回のみで、コーラス参加などは一切していない。
  - コーラスには大黒摩季、近藤房之助、川島だりあ、大田紳一郎、生沢佑一、Qunchoが参加している。
2. 雨に濡れて
作詞：坂井泉水・上杉昇
作曲：栗林誠一郎
編曲：明石昌夫
  - 長嶋は参加していない。
  - 上杉と坂井が大部分を歌っている。1番は坂井が、2番は上杉と栗林がメイン。
  - 後に、坂井はZARDとしてセルフカバーしている。
3. 果てしない夢を（オリジナルカラオケ）
  - バックコーラスも一切入っていない、オケのみのトラックである。

## 楽曲の収録アルバム
果てしない夢を
- REV / REV（REVによるセルフカバーバージョン）※
- ZARD / ZARD BEST The Single Collection 〜軌跡〜（白）※
- vocal compilation 90's hits Vol.1〜male〜 at the BEING studio（白）
- COUNTDOWN BEING（白）
- FUN Greatest Hits of 90's（白）
- ZARD / ZARD SINGLE COLLECTION 〜20th ANNIVERSARY〜（黒）
- ZARD / ZARD Forever Best 〜25th Anniversary〜（黒）
- キミが好きだと叫びたい 〜Love & Yell〜

雨に濡れて
- ZARD / OH MY LOVE（ZARDによるセルフカバーバージョン）※
- ZARD / ZARD BEST 〜Request Memorial〜（黒。最後のサビの一部がカットされているバージョン）※
- ZARD / ZARD Request Best 〜beautiful memory〜（ZARDによるセルフカバーバージョン）
- ZARD / ZARD SINGLE COLLECTION 〜20th ANNIVERSARY〜（黒）
- ZARD / ZARD Forever Best 〜25th Anniversary〜（ZARDによるセルフカバーバージョン）

※iTunesでの配信曲

## その他
- 本作がオリコンチャートで最高位となる2位を記録した1993年6月21日は、1位がB'zの「裸足の女神」（2週連続）、3位がZARDの「揺れる想い」、4位がZYYGの「君が欲しくてたまらない」5位にもTUBEの「夏を待ちきれなくて」がチャートイン。さらに翌週の6月28日は1位にT-BOLANが登場し、上位6位までをビーイング系のアーティストが占めていた。
- 『ZARD BEST The Single Collection 〜軌跡〜』のCMスポットに「果てしない夢を」のMVがごくわずかだが使用されている。ZARDの『Golden Best 〜15th Anniversary〜』の初回特典DVD「AQUA 〜Summer〜」に同映像が収録。
- 2007年の坂井の訃報の際には、同曲で共演した長嶋が「あの坂井さんがと聞き驚きました。」とコメントを出した[2]。また、2025年の長嶋の訃報の際には、上杉がコメントを出した[1]。
- 2008年5月28日発売のZARDのCDボックス・セット『ZARD Premium Box 1991-2008 Complete Single Collection』にマキシシングル化され収録。レーベルデザインは白ディスクを復刻しているが、音源の方は黒ディスクのものを使用している。
- 2025年6月4日長嶋の死去に伴う追悼でZOZOマリンスタジアムで行われた千葉ロッテマリーンズ - 読売ジャイアンツ戦の試合前に、場内に流された[3]。

- YouTubeにMr.シャチホコが上杉昇、柴山サリーが坂井泉水、神奈月が長嶋茂雄の歌真似をしたコラボレーション動画がある。

## カバー
- REV
アルバム「REV」収録。参加した出口によるユニットREVによるセルフカバー「REV Version」として発表。編曲は葉山たけし。
- DAIGO
カバーアルバム「Deing」に収録。ゲストボーカルとして森友嵐士（T-BOLAN）、大黒摩季、池森秀一（DEEN）が参加[4]。